# Agrotera genuflexa
Agrotera genuflexa is een vlinder uit de familie van de grasmotten (Crambidae). De wetenschappelijke naam van deze soort is voor het eerst gepubliceerd in 2017 door Kai Chen, Marianne Horak, Xi-Cui Du en Dandan Zhang.
De spanwijdte bedraagt 12–15 millimeter.
Deze soort komt voor in Australië (Northern Territory, Queensland en New South Wales).